# プロリーグ構想 (バレーボール)
プロリーグ構想 （プロリーグこうそう）とは、実業団などのアマチュアスポーツリーグ （バレーボール等） をプロ化する構想。このページでは、日本のバレーボールのプロリーグ構想について記述する。

## 概要
日本のバレーボールで初めてプロリーグ化が検討されたのは1994年。前年にサッカーのJリーグが開幕し、爆発的な人気を得ていた時期である。当時の日本のバレーボールは、1984年のロサンゼルス五輪で女子が銅メダルを獲得したのを最後に国際大会のメダルから遠ざかり、人気も低下していった。こうした流れの中、バレーボールもまたプロ化を視野に入れた新リーグ構想が検討された。
これまで数度のプロリーグ構想が浮かんでいるが、最終的にプロアマ混合もしくはアマチュア主体のリーグへの再編に留まっている。

## Vリーグ（1994年）

### Vリーグ発足
1994年6月6日に「21世紀に向けたバレー改革案」と題したプロ化構想が発表され、『プロ契約選手の承認』、『外国人選手の復活』、『プロチーム（株式会社化クラブ）チーム参加の承認』が掲げられた。12月にスタートする新シーズンから日本リーグをVリーグと改称し、世界選手権が開催される4年後の1998年には完全プロ化を目指すとの構想だった。
1994年12月17日にVリーグは開幕した。しかし結局、日本人プロ選手は誕生せず、プロチームも結成されなかった。興行権も依然として協会が持ち、プロ化に向けての大前提となるはずだったホームアンドアウェー制は採用されなかった。
リーグのマーチャンダイジング関連会社と肖像権関連会社も設立される予定だったが、見送られた。参加企業もプロ化には消極的で、また協会自体のビジョンも決してJリーグのような明確なものがあったわけではなく、ずさんな「プロ化」宣言でしかなかった。
結局参加企業の賛同を得られないまま、松平康隆会長が退任した後の1996年9月27日、プロ化の凍結が決定、事実上の断念宣言となった。

### プロチーム（株式会社チーム）誕生
1998年4月、廃部が決まっていた女子チームのダイエーオレンジアタッカーズが、プロ化（株式会社化）して存続させることを発表。しかし株式会社化は結局実現できず、ダイエー系列の広告会社の運営という形で存続。翌5月にプロチームとして、Vリーグへの残留が認められた。選手も全員がプロ契約し、肖像権も協会でなくチームまたは選手が持ち、複数のダイエー関連会社の支援というコンセプトだったが、地元神戸への地域密着活動も充分ではなく、結局2年で活動を断念、久光製薬へ事業譲渡（現・久光スプリングス）する形となった。
1999年6月、廃部となった女子チームの東芝シーガルズを母体に、大阪のアイ電気通信社を中心とする関西・北陸の十六社がチーム運営会社「株式会社ウォーク」を設立し、日本バレーボール界初のクラブチーム・シーガルズが誕生した（クラブチームと称しているが、選手がバレーボールに専念しているという意味で、実質プロチームと言える）。
本拠地は富山県黒部市に置いた。しかし、地域密着のコンセプトがはっきりしないまま、2001年10月には国体対策として岡山県に移転し、2006年4月には「岡山シーガルズ」と改称。県、市、地元企業の支援を受けながら、バレーボール教室の開催や地域イベント・メディアへの露出を活発にする等、より地域に密着した活動を目指す。
2000年12月、男子チームの新日鉄ブレイザーズが法人化。株式会社ブレイザーズスポーツクラブが設立され、男子初のプロチーム・堺ブレイザーズが誕生した。こちらも積極的に地域密着活動を行い、Jリーグ的運営を目指す。
2001年1月には東京教員クラブを引き継ぎ東京ヴェルディバレーボールチーム（株式会社日本テレビフットボールクラブが運営）、2003年4月、東京ガスバレー部を引き継ぎFC東京バレーボールチーム（株式会社東京フットボールクラブが運営）が誕生。この2チームはいずれも東京都をホームタウンとするJリーグチームの運営会社が既存のクラブチーム・実業団チームを引き継いだ形となっている。
2011年8月、四国Eighty 8 Queenが本拠地移転に伴い、運営会社として株式会社トゥエルヴを設立している。
現在、つくばユナイテッドSun GAIAも株式会社化を検討している。

### リーグ法人化
2003年、将来のプロ化を前提としたVリーグの法人化が検討され、日本協会内部組織としてVリーグ機構が発足した。また同年から一部の試合でホームゲーム方式が導入された。従来、集客は開催地を所管する都道府県協会に任され、チームへの還元はなかったが、ホームゲームをチームが主催すれば、集客に努力をすればするほど収益が上がる仕組みが出来上がった。
※2008年現在ホームゲームはまだ一部で完全ホームアンドアウェー制は実現していない。
2005年9月、協会内部組織であったVリーグ機構が独立し、有限責任中間法人日本バレーボールリーグ機構が発足した。上位チームは韓国VリーグとのVリーグ日韓交流戦や、全日本チームとの兼ね合いなどからこれまで出場を見合わせてきたAVCアジアクラブ選手権にも出場するようになる。
2006年、Vリーグの下部組織であるV1リーグに参加するチームが、Vリーグ機構に加入した事に伴い、リーグ名がプレミアリーグとなった。また同時にV1リーグもチャレンジリーグに改称されている。

## V.LEAGUE（2018年）

### 未来構想の公表
2016年9月20日、Vリーグ機構は「Vリーグの未来構想」と題し、2018年度を目途に新リーグを創設しプロ化を目指すと発表した。2016年11月30日を参入手続き期限と定め、参入希望を募った。
しかし、特に実業団チームにおいて検討する時間が短すぎるとの意見を踏まえ、予定された期限の直前となる11月29日にその期限を年末まで延期し、条件も緩和した。
2016年11月29日時点での構想としては以下の通り。
- リーグ名は「スーパーリーグ（仮称）」。
- 参入条件
  - 独立した法人、または法人内にて事業部を設置。
    - ただし、事業部長はバレーボール事業を社業のひとつとして統括できる人物に限る。

  - チーム名にはホームタウンの地域名を義務付ける。なお、母体企業名は任意で可。
  - 若年層チーム及び常設スクールの設置。
- チーム数は6 - 12。
  - チーム数によっては東西ブロックを検討する。
  - 参加チームが必要最小数に満たない場合は開催を見送る。
- 選手
  - 契約形態（プロフェッショナルか否か）は不問。
  - 日本国籍保持者18名、外国籍1名。ただしAVC加盟国国籍保持者は別途1名可。
- 監督はプロフェッショナル指導者でなくてはならない。
- 完全ホームアンドアウェー方式。
  - ホーム16試合のうち14試合を本拠地（1stホーム）か準ずる会場（2ndホーム）で開催。残る2試合は第3地域（本拠地外）も可。
    - 発足5年間は8試合を第3地域も可。

  - ホームゲームの80％以上は3,000人以上収容の会場で行う
    - 当初発表は3,500人以上収容だった。
- プレミアリーグ・チャレンジリーグI・IIは参入に至らなかったチームで継続。プレミアリーグとの入れ替え戦は行わない。

11月18日時点では女子については7チーム、男子も5チームが参入に前向きに検討していることが報道されている。
しかし、参加表明に踏み切れないプレミアリーグ全チームから条件緩和を求める要望書が提出されたため、機構は締切を2017年4月末まで延期することを明らかにした

### スーパーリーグの公式発表
2017年5月31日、Vリーグ機構は2018-19シーズンをめどに「スーパーリーグ」を正式発足させることを発表した。体としては完全なプロ化ではなく、企業主体の現行のVプレミア・チャレンジリーグを発展させる「S1」「S2」「S3」（S3は当面男子のみ）の3部リーグ構成を計画しており、試合の運営・主管権利を現在のVリーグ機構から各参加クラブが保有し、将来的に完全ホームアンドアウェーを採用すること、企業チームだけでなく、地域のクラブチームなど将来のプロ化を念頭に置くチームにも門戸を開放し、事実上相乗りできる形式をとった。
現在のVリーグはホームタウンマッチと呼ばれる、各クラブそれぞれの本拠地の自治体で開催する試合が少なく、多くは都道府県のバレーボール協会を通した売り興行である。スーパーリーグは試合の運営権を各クラブが保有することによって、ホームゲームの開催日や各種演出などを各クラブが行えるようにするなどしている。現在のプレミアリーグの参加クラブは男女とも8ずつであるが、これを、男子は10クラブ、女子は12クラブに広げるとともに、女子は2ブロック（東西2地区制が有力）のカンファレンス制に分けて、グループステージを交流戦を含めて開催する予定となっている。外国人枠については、アジアバレーボール連盟枠の導入も含めて検討する。
またJリーグのJリーグクラブライセンス制度やBリーグのBリーグクラブライセンスを参考としたスーパーリーグライセンス制度を導入し、S1の場合は3000人以上、S2は1500人以上、S3は750人以上それぞれ収容のホームコート（体育館）を保有すること、S1の場合は男子は3回戦総当たり27試合、女子は同一グループ間で3回戦総当たり15試合+交流戦1回戦総当たり6試合の21試合をレギュラーシーズンとして行い、その後レギュラーシーズン上位チーム（男子6、女子8）による2次リーグ「ファイナル6or8」→2次リーグ成績上位3チームによる3次リーグ「ファイナル3」→上位2チームによる優勝決定戦「ファイナル」（現行プレミアリーグではファイナル3はトーナメント方式となっているが、これをファイナル3を総当たりにして、その上位2チームが優勝決定戦を行う）という流れで優勝を決定する。
S1とS2の間での入れ替えは現行方式と同じく自動昇降格とはせず、S1の下位チームとS2の上位チーム（ただしS1ライセンス保有を義務付ける）を対象とした入れ替え戦を行う。
また男子のみで実施する予定のS2とS3の間では当面原則的には入れ替え戦を行わず、現行の地域リーグと、その全国大会に相当する全国6人制バレーボールリーグ総合男女優勝大会と同じように、地域密着型の運営でバレーボールの底辺拡大に努め、一定の条件を満たした場合にS2以上へ昇格できる権利（ライセンス取得権利）を与えるとする方式が検討されている。
また将来的にはS1の試合体裁を
- 2020年東京五輪開催以後、男子もチーム数を12（またはそれ以上）に増やし、収容人員を3500人以上に拡大する。
- ホームゲームの試合数も10-12試合程度に増やし、チーム数の拡大に伴い、2ブロックによるカンファレンス制を採用する。
- 長期的な目標（2028年ごろ）として、参加チームを可能な限り各地区から1チームを保有、年間ホームゲームを30試合以上に増やし、完全なホームアンドアウェーに移行する

といったビジョンを掲げている
。

### 2018/19シーズンからの新リーグ名称の公式発表
2017年12月25日、日本バレーボールリーグ機構は新リーグの名称を「V.LEAGUE」とし、仮称であったS1リーグをV1リーグ、S2リーグをV2リーグ、S3リーグをV3リーグと正式名称にすると発表した。またV.LEAGUE移行に伴うライセンス制導入について各チームの取得状況を発表した。

## 新プロリーグの検討（2024年）
2022年10月11日、日本バレーボールリーグ機構（Vリーグ機構）会長の國分裕之は、オンライン記者会見の席上、2024年度を目標として完全プロ化を視野に入れた新たなリーグを設立する意向を明らかにした。同時期に、BリーグチェアマンやJリーグ専務理事を務め、バスケットボールやサッカーのプロ化に尽力したびわこ成蹊スポーツ大学学長の大河正明がVリーグ機構の副会長に就任している。
具体的には男女とも6-8チーム程度による「αリーグ」を想定し、参加費は人件費を含め年間4億円程度から始め、2027－28シーズンに6億円程度に引き上げる。プロ化を当面目指さずにアマチュアの形で運営を希望するクラブを対象として、下部リーグの「βリーグ」（β1、β2）などを検討している。αリーグは独立したトップリーグと位置付けており、βリーグとの入れ替え制度は計画していないが、将来的にαリーグに参加を希望するクラブが増えた場合には、αリーグの2部リーグを創設し、入れ替え制度も計画していくとしている。Vリーグの完全プロ化については、企業組織のチームから拒絶反応を示すクラブも多いため國分は「最終的に完全プロ化をするかどうかは別で、選択肢の一つ」としているが、多くの関係者は「事実上完全プロ化」と受け止めてみているとされる。
しかし、これには現在の年会費（最上級のV1が500万円）の3倍以上程度になるとしており、Vリーグ機構からの参加分配金などがないことや、テレビ中継などメディアでの露出が少ないことなどから、「費用対効果を考えると、会社を納得させることが難しい」と、あるチームの関係者が語っている。
2023年2月、新リーグを2024ｰ25年シーズンに発足させる構想案がまとまった。当初予定していた上記の3部制ではなく「世界最高峰のリーグを目指す」ことをコンセプトとして、現在の男子3部・女子2部制のすべてのチームを一度フラット（平等）の形にしたうえで、新たにライセンス制度の骨格をまとめて、男女とも1部リーグを最大16チーム、さらにその下に2部リーグを編成する構造にする。「トップリーグ（現V1）はこれまでのリーグに事業規模・ガバナンスを含め、1階層上の世界最高峰のリーグを作って上に載せるイメージ。2030年までには男女14チーム以上にしたい」（大河）としており、また完全プロ化とはせず、従来通り企業チームなど、アマチュアの体裁を維持するクラブにも参入できるようにするが、「地域や社会とつながることを意識し、チーム名にはホームタウンの自治体名を入れることに合意している。どの試合もチケットを購入してもらう時点でプロだと思うので、それにふさわしいファンサービスなどはしっかりしてほしい」としており、年間収益目標・4億円以上を求めていく。
また試合方式についても、ホーム・アンド・アウェー（各参加クラブの本拠地・準本拠地での主管試合の定着）、年40ｰ50試合程度開催などの方向性を示しており、2023年3月にリーグ戦の試合方式や外国人枠のオン・ザ・コート（同時に試合出場できる外国籍選手の人数）、移籍ルール、ホームタウンの定義・会場の要件などについて分科会を行って詳細をまとめるとしている。
2023年4月、この新1部リーグを「SVリーグ」とすると発表した。この「S」は、「Strong（強く）、Spread（広く）、Society（社会）」の3つの理念を意味する。チーム数は男女とも最大16を予定し、ホームゲーム開催体育館の確保、育成ユースチームの設置、地域（都道府県or市区町村）名をチーム名に入れることなどを求めるが、完全プロ化は求めず、社員選手や従来の企業実業団登録も容認する。リーグ戦はホーム・アンド・アウェーの1チームあたり44試合、その後上位チームによるプレーオフトーナメントを想定している。また、SVへの参加を当初は希望しないクラブを対象にした下部リーグとしてのVリーグも存続させるとし、「世界最高峰レベルのバレーボール国内リーグになるチャンスもある」（大河）とした。
また、SV・Vライセンスの取得を希望していないV2・V3の一部クラブを中心に、ライセンスを充足できないクラブの受け皿となる新リーグを編成する構想が動いていることも分かった。ある関係者によれば名称を「New Japan Volleyball League（NVL）」とし、現状でSV・Vライセンス充足をクリアすることが難しい地方のクラブを中心に、「それぞれの都道府県でバレーボールを愛し、トップレベルのチームと地元の企業・団体などとの支援を広げ、バレーボールの底辺拡大と参加各クラブの競技力向上、並びに地域スポーツと健康をテーマにバレーボールを通して豊かな社会貢献の活性化に貢献する」としている。また日本バレーボール協会との連携による組織の一体化を図り、低コストで最高なパフォーマンスを目指し、プロを目指さない地方の企業・クラブチーム（主にV2・V3・実業団・クラブ・大学連盟）とも提携することを目標に挙げている。また将来的には実業団とクラブチームの連盟を統合した社会人連盟として再編し、地域リーグの活性化を目指す案も検討されている。
また、警視庁フォートファイターズ（ホームタウン：東京都新宿区）のように新リーグへのライセンス申請を見送ったクラブの受け皿や、事実上の完全プロ化となった場合、同一企業が複数のクラブを同時にライセンス申請する、いわゆる「クロスオーナーシップ」の違反に抵触する恐れがあることも関係があるともされている。実際、トヨタ自動車は2023-24年度の男子V2に「トヨタ自動車サンホークス」（ホームタウン：愛知県豊田市）、同V3に「トヨタモビリティ東京スパークル」（ホームタウン：東京都港区）が参加しているが、トヨタモビリティ東京はトヨタ自動車100％完全子会社の直営地域ディーラーであり、「Vライセンス交付規則・法務基準」にある「他クラブの経営関与（クロスオーナーシップ）禁止」に抵触する恐れがある。このためトヨタ自動車が直接的に関連する2チーム双方が参加する場合、トヨタモビリティ東京のトヨタ自動車保有株の比率を「親会社の議決権の1/3を超えて保有しないこと」の条件を満たすために引き下げる必要があるものの、その会社自体の株比率引き下げは現実的には不可能で、現在の規則では同時にライセンスを交付することができないとしている 。
一般社団法人ジャパンバレーボールリーグ（旧日本バレーボールリーグ機構）は2024年7月1日よりSVリーグを運営する一般社団法人SVリーグに改称し、新Vリーグを運営する新組織として一般社団法人ジャパンバレーボールリーグを分割して新設。

### SVリーグライセンス制度
2023年6月23日、この新リーグの出場に必要なライセンス制度の骨格を公表した。大きく1部に当たる「クラブSVライセンス」と2部に当たる「クラブVライセンス」の2階級としている。なおSVライセンスを申請後、アリーナ基準・要件、並びに売上高を除く一部のライセンス基準を満たすクラブに対してはSV参戦を目指す「SV準加盟クラブ」とみなしたうえで、Vライセンスを交付させる。
主な共通項目として、母体会社の法人化・クラブ経営責任者設置・ユースチームの保有と育成の新設、相違点はホームアリーナの基準と要件、クラブハウス、売上高、専任人材などである。
ライセンスの申請は同年8月1日-11月30日に募集し、審査・理事会を経て2024年4月に第1回のライセンス交付結果を発表するとしている。
2024年3月21日、SVリーグ参戦のための必須ライセンス「SVライセンス」について、男子は9チーム、女子は12チームに交付されることを発表し、男女とも3チームずつが継続審議中であることも併せて発表した。その後同4月17日に最終的なライセンス交付が、男子はSV：11、V：17、女子はSV：14、V：11クラブにそれぞれ交付されたと発表された（その後、大分三好ヴァイセアドラーは受け皿スポンサーが見つからずライセンス充足の見込みが立たなくなったため2024-25シーズンの参加を断念した）。
また、本来はSVライセンスを保有しているクラブは原則SVリーグへの参加が可能であるが、SVのチーム数を原則偶数でそろえる観点から必ずしもSV参加とはならない場合もあり、2024-25シーズンは相対効果の観点から男子のクボタスピアーズ大阪はSVリーグではなくVリーグへの参加となった。
2025年1月21日に行われた理事会において、男子についてプロ化を進めるため2026-27シーズンからクラブ運営法人を独立化し、選手の過半数をプロ契約選手とすること、運営法人の決算情報公開を新たな要件とした。3月18日の理事会において、女子についても同様の要件を定めた。これにより初代Vリーグ発足から32年でプロ化実現に至ることになる見通しである。

### ライセンスの相違点
| 審査要件                                                   | SVライセンス | Vライセンス | 備考                                                                                            |
| ---------------------------------------------------------- | --- | --- | ----------------------------------------------------------------------------------------------- |
| 母体会社の法人格                                           | 取締役会を設置した日本法に基づく株式会社法人 | 取締役会を設置した日本法に基づく株式会社法人 | 経過処置として左記必須期間までは企業登録も認める                                                |
| 母体会社の法人格                                           | 2027-28年シーズン以後必須 | 2030ｰ31年シーズン以後必須 | 経過処置として左記必須期間までは企業登録も認める                                                |
| クラブの経営責任者                                         | 法人格の代表取締役を設置（未法人化である場合） クラブの運営・事業・資金決済の専決権限を持つ所管役員、またはそれに準ずる同等程度の役職者を設ける  | 法人格の代表取締役を設置（未法人化である場合） クラブの運営・事業・資金決済の専決権限を持つ所管役員、またはそれに準ずる同等程度の役職者を設ける  |                                                                                                 |
| ユースチーム                                               | U-15、U-18カテゴリーのユースチームの保有 | U-15、U-18カテゴリーのユースチームの保有 |                                                                                                 |
| ユースチーム                                               | （U-15）2024ｰ25年シーズン以後必須 （U-18）2027-28年シーズン以後必須                                                                              | （U-15/U-18とも）2027ｰ28年シーズン以後必須 |                                                                                                 |
| ユースチームの指導者資格                                   | ユースチーム監督:コーチ2以上 育成責任者:同上 育成担当者:コーチ1以上で1名は必須                                                                   | ユースチーム監督:コーチ2以上 育成責任者:同上 育成担当者:コーチ1以上で1名は必須                                                                   |                                                                                                 |
| 普及活動                                                   | スクールなどの活動・運営、学校などへの選手・コーチ派遣、バレーボール教室などの生涯スポーツプログラムの提供、バレーボール活動資金援助等の活動実施 | スクールなどの活動・運営、学校などへの選手・コーチ派遣、バレーボール教室などの生涯スポーツプログラムの提供、バレーボール活動資金援助等の活動実施 |                                                                                                 |
| 財務                                                       | 3期連続赤字、および単年度決算による純資産額の債務超過禁止                                                                                        | 3期連続赤字、および単年度決算による純資産額の債務超過禁止                                                                                        |                                                                                                 |
| ホームアリーナ                                             | ホームタウンエリア内で80％以上の主管試合を開催できる5000人以上収容                                                                               | ホームタウンエリア内で60％以上の主管試合を開催できる2000人以上収容                                                                               | 経過処置として、2029ｰ30年シーズンまではSVは3000人以上、Vは750人以上収容でも可とする             |
| チーム専用クラブハウス                                     | 設置必須 | 設置推奨 |                                                                                                 |
| 売上高                                                     | 6億円以上 | 2億円以上 | 経過処置として ・SVは2026ｰ27年シーズンまでは4億円以上 ・Vは2030ｰ31年シーズンまで2億円以上を推奨 |
| 専任人材 （アナリスト・通訳・医師）                        | 必須 | 推奨 |                                                                                                 |
| トップチーム指導者資格 （いづれも監督・コーチ1名以上必須） | コーチ4以上 | コーチ3以上 |                                                                                                 |
| 外部監査 （外部監査法人、または公認会計士）                | 必須 | 推奨 |                                                                                                 |

表中用語
- スポーツ指導者[35]に基づく
- コーチ1:旧指導員。地域スポーツクラブ・少年団・学校運動部などのコーチスタッフとして、基礎的な知識や技能に基づき、安全で効果的な活動を提供する指導者
- コーチ2:旧上級指導員。地域スポーツクラブ・少年団・学校運動部などの監督やヘッドコーチ格の責任者として、安全で効果的な活動の提供とともに、指導計画の構築・実行・評価し、監督することを併せ持ち、コーチ間とのかかわりと成長を支援するための指導者
- コーチ3:トップチーム（プロ・実業団など）のコーチングスタッフとして、ブロック大会・ないしは全国大会のプレーヤーやチームへの競技力向上を目的としたコーチを行う方のための資格
- コーチ4:トップチームやナショナルチームなどのコーチングスタッフとして、国際大会出場レベルの選手・チームに対して、競技力向上を目的としたコーチを行う方のための資格